# Bunomys penitus
Bunomys penitus är en däggdjursart som först beskrevs av Miller och Hollister 1921.  Bunomys penitus ingår i släktet Bunomys och familjen råttdjur. IUCN kategoriserar arten globalt som nära hotad. Inga underarter finns listade.
Denna gnagare förekommer på centrala och östra Sulawesi. Arten vistas i bergstrakter som ligger högre än 1400 meter över havet. Habitatet utgörs av städsegröna bergsskogar.